# SGB-1,534
SGB-1,534 je antagonist alfa adrenergičkog receptora.